# Jean-Baptiste Alphonse Dechauffour de Boisduval
Jean-Baptiste Alphonse Dechauffour de Boisduval (Ticheville, 17 gennaio 1799 – Ticheville, 30 dicembre 1879) è stato un medico, entomologo e botanico francese.

## Biografia e opere
Boisduval apparteneva ad una famiglia di medici di lunga tradizione. Pertanto studiò a Vimoutiers e quindi a Rouen, ottenendo il titolo di Dottore in medicina nel 1827. In seguito conseguì anche la laurea in Scienze naturali.

Già nel 1827-1828 pubblicò un suo "Manuale completo di Botanica", al quale seguì
nel 1829 "Europaeorum Lepidopterorum index methodicus". Nello stesso anno diede alle stampe "Iconografia e storia naturale dei Coleotteri d'Europa", la cui pubblicazione in cinque volumi si protrasse sino al 1836. Il testo, peraltro, è firmato dal conte Pierre François Dejean (1780-1845) delle cui collezioni Boisduval era il curatore.

Nel 1832, assieme a Jules Pierre Rambur (1801-1870), Adolphe de Graslin (1802-1882) e altri entomologi, Boisduval partecipò alla pubblicazione della "Collezione iconografica e storica dei bruchi, o Descrizioni e Immagini dei bruchi europei". Nello stesso anno comparve la prima parte del suo testo "Icone storiche dei lepidotteri nuovi o poco noti. Collezione delle farfalle europee recentemente scoperte".

Boisduval fu tra i fondatori della Società entomologica di Francia. 
Inoltre descrisse in quattro libri gli insetti riportati dalla spedizione comandata da Jules Dumont d'Urville (1790-1842) a bordo dell'Albatros e della Conchiglia. Intitolò i testi: "Viaggio dell'Albatros, parte prima: i Lepidotteri", in 2 volumi (1832-1835), e "L'entomologia del viaggio attorno al mondo sulla corvetta Conchiglia", sempre in 2 volumi, (1832-1835).
Studiò altresì le farfalle del continente nordamericano e per questo collaborò con l'entomologo americano John Eatton Le Conte (1784-1860). Questa collaborazione gli permise di scrivere la "Storia generale ed iconografica dei lepidotteri e dei bruchi dell'America settentrionale", di cui il primo Tomo fu edito a Parigi nel 1833, nonché il libro "Lepidotteri della California" nel 1852. Compì anche studi approfonditi sulla fauna dell'Oceano Indiano, dai quali trasse il materiale per due pubblicazioni: "Fauna entomologica del Madagascar, Bourbon e Maurice. I Lepidotteri" (1833) e "Fauna entomologica dell'Oceania" (1835).

Nelle Suites à Buffon, Boisduval e Achille Guénée (1809-1880) redassero i Tomi IX e X, dedicati agli insetti (1836-1857).
Boisduval scoprì e classificò molte nuove specie di farfalle, come anche nuove specie vegetali, ma non tralasciò i problemi pratici legati all'entomologia; infatti nel 1867 vide la luce il suo "Saggio sull'entomologia orticola, comprendente la storia degli insetti nocivi all'orticoltura, con l'indicazione di metodi adatti ad allontanarli o a distruggerli" e la "Storia degli insetti e degli animali utili alle colture".
Boisduval morì nel 1879 a 80 anni, nella città di Ticheville, dove era nato.

## Le raccolte di insetti
La sua raccolta di farfalle fu acquistata da Charles Oberthür (1845-1924).

La raccolta di Elateridae è nel Museo di Storia Naturale di Londra.

La raccolta di Curculionidae si trova nel Museo di Storia Naturale di Bruxelles.

Infine la sua raccolta di Sphingidae è esposta al Carnegie Museum of Natural History di Pittsburgh (Penn.).